# Luciano Pedro Mendes de Almeida
Luciano Pedro Mendes de Almeida (Rio de Janeiro, 5 ottobre 1930 – San Paolo, 27 agosto 2006) è stato un arcivescovo cattolico e gesuita brasiliano.
Ha ricoperto l'incarico di presidente della Conferenza Nazionale dei Vescovi del Brasile.

## Biografia
Entrato nella Compagnia di Gesù il 2 marzo 1947, ha studiato a Nova Friburgo (1951-1953) e alla Pontificia Università Gregoriana, a Roma (1955-1959). Si è laureato in filosofia all'Università Gregoriana (1960-1965).
Fu ordinato sacerdote il 5 luglio 1958 a Roma.
Nominato vescovo ausiliare di San Paolo il 25 febbraio 1976 da papa Paolo VI, fu promosso arcivescovo metropolita di Mariana, nello Stato del Minas Gerais, da papa Giovanni Paolo II il 6 aprile 1988.
Ha ricoperto il ruolo di segretario generale della Conferenza nazionale dei vescovi del Brasile dal 1979 al 1987 e, successivamente, dal 1987 al 1994 ne è stato il presidente.
Proveniente da una ricca e nobile famiglia carioca di Rio de Janeiro, (era figlio del conte Cândido Mendes de Almeida Júnior e di Emília de Mello Vieira Mendes de Almeida), non ha mai fatto della sua condizione sociale un motivo di vanto o di distacco dalla gente. Anzi, si è sempre schierato dalla parte dei poveri e soprattutto dei contadini, spesso sopraffatti dai grandi latifondisti. A lui è dedicato l'Arsenale della Speranza di San Paolo del Brasile, uno dei tre arsenali del Sermig di Torino.

## Motto
In nomine Jesu (In nome di Gesù)

## Successione
A Dom Luciano Mendes de Almeida, 4º arcivescovo di Mariana, è succeduto Geraldo Lyrio Rocha.

## Genealogia episcopale e successione apostolica
La genealogia episcopale è:
- Cardinale Scipione Rebiba
- Cardinale Giulio Antonio Santori
- Cardinale Girolamo Bernerio, O.P.
- Arcivescovo Galeazzo Sanvitale
- Cardinale Ludovico Ludovisi
- Cardinale Luigi Caetani
- Cardinale Ulderico Carpegna
- Cardinale Paluzzo Paluzzi Altieri degli Albertoni
- Papa Benedetto XIII
- Papa Benedetto XIV
- Papa Clemente XIII
- Cardinale Bernardino Giraud
- Cardinale Alessandro Mattei
- Cardinale Pietro Francesco Galleffi
- Cardinale Giacomo Filippo Fransoni
- Cardinale Carlo Sacconi
- Cardinale Edward Henry Howard
- Cardinale Mariano Rampolla del Tindaro
- Cardinale Rafael Merry del Val
- Arcivescovo Duarte Leopoldo e Silva
- Arcivescovo Paulo de Tarso Campos
- Cardinale Agnelo Rossi
- Cardinale Paulo Evaristo Arns, O.F.M.
- Arcivescovo Luciano Pedro Mendes de Almeida, S.I.

La successione apostolica è:
- Vescovo Jacyr Francisco Braido, C.S. (1995)
- Vescovo Alessio Saccardo, S.I. (2002)
- Vescovo José Geraldo da Cruz, A.A. (2003)
- Vescovo Armando Bucciol (2004)